# 奧維爾海岸

奧維爾海岸（英語：Orville Coast）是南極洲的海岸，位於帕爾默地的龍尼-菲爾希納冰架以西，處於阿當斯角和薩姆伯奇角之間，由美國的探險隊發現。
75°45′S 65°30′W / 75.750°S 65.500°W